# 왕좌의 법칙
《왕좌의 법칙》(영어: The Golden Throne)는 2019년 3월에 카자흐스탄에서 개봉 카자흐스탄의 전쟁, 액션 영화이다.

## 출연진
주연
- 에르케불란 다이로브
- 자리나 예바 - 아이톨간 역